# ウィンチェスターM70
ウィンチェスターM70、またはモデル70（Winchester Model 70）は、1936年にM54の後継としてウィンチェスター社が販売したボルトアクションライフルである。

## 概要
ウィンチェスターライフルと並び、ウィンチェスター社を代表する商品である。元々は狩猟用として開発されたが、ベトナム戦争ではアメリカ海兵隊の狙撃チームに採用された事でも有名で、当時の狙撃銃はこのM70一本に絞られていた。
元となったのはモデル54で、これは同社が新しく開発した.270ウィンチェスターという新しい弾薬のために作られた。このM54を大型化し、多様な種類の弾薬に対応させたのがM70である。非常に優れた命中精度と信頼性を誇り、後述する理由によりレミントンM700が台頭してくるまで、ボルトアクションライフルのスタンダードとなっていた。
現在までに作られたのは、22ホーネット、22-250レミントン、223WSSM（Winchester Super Short Magnum）、225 ウィンチェスター、220スウィフト、243ウィンチェスター、243WSSM、250-3000サヴェージ、25-06レミントン、25WSSM、257ロバーツ、264ウィンチェスター・マグナム、270 ウィンチェスター、270WSM（Winchester Short Magnum）、7mmモーゼル、7mmレミントンマグナム、7mmWSM、300サヴェージ、30-06スプリングフィールド（M1ガーランドと同じ）、.308ウィンチェスター、300H&H（Holland and Holland）マグナム、300ウィンチェスター・マグナム、300WSM、300レミントン・ウルトラ・マグナム、325 WSM、338ウィンチェスター・マグナム、35レミントン、358ウィンチェスター、375H&Hマグナム、458ウィンチェスター・マグナムと、非常に種類が多い。
また、銃床もレミントンM700のものを流用できるようになっているものもある。

## ベトナム戦争による変革
狩猟用として開発されたウィンチェスターM70は、同一の作動システムで多様な口径に対応するという、当時としては珍しかった特筆すべき点を持っていた。特に.308ウィンチェスター以上となれば、バイソンのような大形の獲物を倒す威力を持っており、加えてスコープを取り付けられるライフルとしては比較的安価だったため、アメリカはもちろん、世界中のハンター達に愛用された。
転機が訪れたのは、ベトナム戦争において海兵隊の狙撃チームに採用された時である。当時アメリカ陸軍ではM14からフルオート機構を外してスコープを搭載したM21を採用していたが、海兵隊はより長距離狙撃の精度を求めてウナートルまたはライマン社製外部調整式8倍スコープを搭載したM70をスナイパーライフルとして採用した。特にM70を使用したスナイパーの中でもっとも有名なのは、恐らくカルロス・ハスコックであろう。彼はベトナム戦争において優秀なスコアを残し、その戦いのほとんどにM70（.30-06モデルといわれている）が追随したのである。
だが、1964年にウィンチェスター社はその方針を大きく見誤ってしまう。大口の契約を取り付けられたウィンチェスター社は、軍を通じてレミントンやスプリングフィールドといった同業の他社にも製造ラインを設けさせた。
大量の受注に対応するため、M70全体の製法を大幅にリファイン、エキストラクター構造、セフティノブ形状、複雑な削りだし工程によるレシーバーの形状を簡素化するなど各部コストダウンを図ったマイナーチェンジモデルをニューM70として発表、実質的には製品の粗悪化を招いてしまう。これは、当時M70を採用していた軍はもちろん、民間の市場にも憤慨と共に拒絶される事になってしまった。
また、この時ウィンチェスターの製造技術を学んだレミントンが、現在まで大ヒットセラーとなるレミントンM700を販売するという皮肉な事態が発生する。レミントンは、M70が大量生産によって品質低下という致命的な劣化を発生させたのに対し、各パーツの精度によって値段の異なるモデルを複数用意するという方法によって品質の低下を防いだ。
海兵隊は、ウィンチェスターM70からレミントンM700に乗り換え、世界中のハンター達もそれに倣った。ボルトアクションライフルのスタンダードを築き上げたウィンチェスター社は、その経営方針の誤りによって、誰にも見向きのされない存在となってしまったのである。

## Pre'64 Model 70
ウィンチェスターM70に関する話として、Pre'64 Model 70（64年より前のモデル70）という記述が度々見受けられる。前述した事件によってその品質が劣化し、信頼を失ってしまったウィンチェスターM70だったが、マイナーチェンジ以前の旧型モデルにコレクターやハンター達の人気が集中。これをこぞって追い求めたのである。
pre'64モデルにも製造年式により各部形状に変遷が見られ、プレウォー（Pre-war、第二次世界大戦前型）、トランジション（Transition、過渡期）、ポストウォー（Post-war、戦後型）などさらに細かい年式の識別が行われる。
製造年代を見分ける方法は製造時に打刻されるシリアルナンバー、各部品の形状などでおおよその判別が可能であるが、詳細な記録に残っていない変更や正確な製造数など不明な部分も多くあり、M70の研究書も多く発行されている。

## 現在のM70
その後、ウィンチェスター社は長らくこの64年型以前の品質を取り戻す事ができなかった。市場に拒否された低品質M70の在庫を大量に抱えて、経営を立て直す事ができないという悪循環に陥ってしまったのである。その後、1990年代に入るまで、ブローニング社に買収されてハースタルグループの傘下に入るなど、ウィンチェスターには不遇の時代が続いている。
1992年、ウィンチェスターは30年の歳月を経て、旧型モデルの形状を再現したモデルをM70クラシックとして復活させた。当時誰もが追い求めた職人芸を蘇らせるのには、最先端技術だったCNCマシンの活躍があったといわれている。
また、本家ウィンチェスター製M70クラシックよりもさらにオリジナルpre'64モデルを正確に再現したクローンモデルも複数のメーカーよりラインアップされている。

## 登場作品
高精度であり、カルロス・ハスコックなど伝説のスナイパーが運用していたこともあって、小説、FPSゲームなどに比較的よく登場する。

### 映画
『007 リビング・デイライツ』
前半のチェコスロバキアのブラチスラヴァで、主人公、ジェームズ・ボンドがソ連のゲオルギ・コスコフ将軍の亡命を支援する任務中、カーラ・ミロヴィがスコープ付きのM70でコスコフを狙うのを発見するが、カーラの動きから彼女が狙撃のプロではないと見抜いたボンドは銃だけを撃って狙撃を妨害する。
『イレイザー』
後半で主人公のジョン・クルーガー連邦保安官と手を組んだマフィア狙撃手の愛銃がスコープ付きのM70。最新鋭のEM銃（レールガン）で武装した敵を一弾で仕留める。
『ガントレット』
ラスベガス市警察がスコープ付きのM70をヘリからの狙撃に使用する。
『ザ・シークレット・サービス』
『サンタモニカ・ダンディ』
『ジョン・カーペンターの要塞警察』
『スピード』
『ダーティハリー』
主人公のハリー・キャラハン刑事が連続狙撃殺人犯「スコルピオ」に対抗すべく、.458 ウィンチェスター・マグナム仕様のM70を使用する。スコルピオを狙撃する際には時間が夜だったのと、スコルピオによる狙撃の妨害を兼ねてライトを照射した。
『バベル』
『ポストマン』
『マッドマックス』
暴走族専門の特殊警察「M.F.P.」の隊員であるループがスコープ付きのM70を装備。

### アニメ
『ルパン三世VS名探偵コナン』
狩猟に使用されており、劇中ではヴェスパニア王国の女王が狩猟に使われていた本銃に撃たれるという事件が発生する。
『ルパン三世 (2015年TVシリーズ)』
第9話で、スナイパー・ゾラの愛用銃として登場。

### 小説
『ウィンチェスターM70』
『極大射程』
上巻に登場。
『黙示の島』
佐藤大輔の小説。異常な状態に陥って殺し合いを始めた鼎（かなえ）島の住民に対し、島の老人である財津君三郎が私物のM70を使用する。法律の規制に合わせて装弾数を減らすために弾倉に嵌められていたインナーは、君三郎が自ら取り外している。

### ゲーム
『Fallout3』
「ハンティングライフル」という名称で登場。続編の『Fallout: New Vegas』にも登場する。
『Operation Flashpoint: Cold War Crisis』
レジスタンス陣営の狙撃手兵科で使用可能な狙撃銃として「Hunting Rifle」の名称で登場する。
『ゴースト トリック』
『サイレントヒル2』
「狩猟用ライフル」という名称で登場。
『ペーパーマン』